# William Sanderson
William Sanderson (n. 10 ianuarie 1944, Memphis, Tennessee, SUA) este un actor american.

## Filmografie
| An   | Titlu                                  | Rol                       | Note                                      |
| ---- | -------------------------------------- | ------------------------- | ----------------------------------------- |
| 1977 | Fight for Your Life                    | Jessie Lee Kane           |                                           |
| 1977 | Proof of the Man                       | Gun Dealer                |                                           |
| 1978 | Blue Nude                              | Guy in Next Cell          | nemenționat                               |
| 1979 | The Onion Field                        | Young Con                 |                                           |
| 1979 | Savage Weekend                         | Otis                      |                                           |
| 1980 | Fata de miner (Coal Miner's Daughter)  | Lee Dollarhide            |                                           |
| 1980 | Seed of Innocence                      | Randy Webb                |                                           |
| 1981 | Death Hunt                             | Ned Warren                |                                           |
| 1981 | Raggedy Man                            | Calvin                    |                                           |
| 1982 | The Ballad of Gregorio Cortez          | Cowboy                    |                                           |
| 1982 | Vânătorul de recompense (Blade Runner) | J.F. Sebastian            |                                           |
| 1983 | Lone Wolf McQuade                      | 'Snow'                    |                                           |
| 1983 | Nightmares                             | Gas Station Attendant     | Segment: "Terror in Topanga"; nemenționat |
| 1984 | City Heat                              | Lonnie Ash                |                                           |
| 1985 | Fletch detectivul (Fletch)             | Jim Swarthout             |                                           |
| 1986 | Luna neagră (Black Moon Rising)        | Tyke Thayden              |                                           |
| 1987 | Last Man Standing                      | Casper                    |                                           |
| 1987 | Dead Aim                               | Brennan                   |                                           |
| 1989 | Thunderground                          | 'Ratman'                  |                                           |
| 1989 | Deadly Weapon                          | Reverend Smith            |                                           |
| 1990 | Mirror, Mirror                         | Mr. Veze                  |                                           |
| 1991 | The Giant of Thunder Mountain          | Percey Crow               |                                           |
| 1991 | The Rocketeer                          | Skeets                    |                                           |
| 1993 | Skeeter                                | Gordon Perry              |                                           |
| 1993 | Man's Best Friend                      | Ray                       |                                           |
| 1994 | Mirror, Mirror II: Raven Dance         | Roger                     |                                           |
| 1994 | The Client                             | FBI Agent Wally Boxx      |                                           |
| 1994 | Wagons East                            | Zeke                      |                                           |
| 1995 | Hologram Man                           | Manny 'Giggles' O'Donnell |                                           |
| 1995 | Phoenix                                | Miro                      |                                           |
| 1996 | Supraviețuitorul (Last Man Standing)   | Joe Monday, Bartender     |                                           |
| 1996 | Forest Warrior                         | Paul Carpio               |                                           |
| 1996 | The Utilizer                           | Leek                      |                                           |
| 1997 | Critics and Other Freaks               | Chef Bernie               |                                           |
| 1999 | Nice Guys Sleep Alone                  | Rufus                     |                                           |
| 2000 | Stanley's Gig                          | Stanley Myer              |                                           |
| 2000 | Stageghost                             | Jack Butler               |                                           |
| 2001 | Dying on the Edge                      | Tommy                     |                                           |
| 2002 | Monkey Love                            | Bradley Chalmers          |                                           |
| 2002 | Never Get Outta the Boat               | Clarence                  |                                           |
| 2003 | Gods and Generals                      | General A. P. Hill        |                                           |
| 2003 | The Low Budget Time Machine            | The Prospector            |                                           |
| 2004 | Promised Land                          | Clark                     |                                           |
| 2004 | Avatar                                 | Riley                     |                                           |
| 2005 | Wit's End                              | Jedediah Cross            |                                           |
| 2006 | Disappearances                         | 'Rat' Kinneson            |                                           |
| 2006 | Beyond the Wall of Sleep               | Joe Slaader               |                                           |
| 2006 | The Treasure of Painted Forest         | Paul                      |                                           |
| 2008 | Pretty Ugly People                     | Sam                       |                                           |
| 2014 | A Merry Friggin' Christmas             | Father Juge               |                                           |
| 2018 | The Griddle House                      | Gus                       |                                           |

### Televiziune
| An        | Titlu                                                      | Rol                            | Note                                     |
| --------- | ---------------------------------------------------------- | ------------------------------ | ---------------------------------------- |
| 1976      | The Other Side of Victory                                  | Unknown                        | Film TV                                  |
| 1979      | Starsky & Hutch                                            | Weirdo                         | Episodul: "Starsky vs. Hutch"            |
| 1980      | Scared Straight! Another Story                             | Harlan                         | Film TV                                  |
| 1980      | The Dukes of Hazzard                                       | Russ Collins                   | Episodul: "Mrs. Roscoe P. Coltrane"      |
| 1980–1981 | Palmerstown, U.S.A.                                        | Merwin Noon / Henry Redmond    | 2 episoade                               |
| 1981      | Walking Tall                                               | Stacy                          | Episodul: "The Protectors of the People" |
| 1982–1990 | Newhart                                                    | Larry                          | 91 episoade                              |
| 1982      | Bret Maverick                                              | Kenneth Broomick               | Episodul: "Hallie"                       |
| 1982      | Quincy, M.E.                                               | Willie McCracken               | Episodul: "Guns Don't Die"               |
| 1982      | The Executioner's Song                                     | Gibbs                          | Film TV; nemenționat                     |
| 1983      | Who Will Love My Children?                                 | Cleve Shelby                   | Film TV                                  |
| 1983      | It Takes Two                                               | Earl                           | Episodul: "Instinct"                     |
| 1983      | Women of San Quentin                                       | 'Countee'                      | Film TV                                  |
| 1985      | Streets of Justice                                         | 'Weasel'                       | Film TV                                  |
| 1986      | The Defiant Ones                                           | Mason                          | Film TV                                  |
| 1986      | Dalton: Code of Vengeance II                               | Bobby Fuller                   | Film TV                                  |
| 1987      | The Man Who Broke 1,000 Chains                             | Trump                          | Film TV                                  |
| 1988      | Zona crepusculară (The Twilight Zone)                      | Norman Blane                   | Episodul: "The Call"                     |
| 1989      | Lonesome Dove                                              | 'Lippy' Jones                  | Miniseries; 4 episoade                   |
| 1991      | Sometimes They Come Back                                   | Carl Mueller (age 44)          | Film TV                                  |
| 1991      | Familia Bundy (Married... with Children)                   | Cousin Eb                      | Episodul: "Buck Has a Belly Ache"        |
| 1992      | Dangerous Curves                                           | Bobby Havens                   | Episodul: "Auld Lang Syne"               |
| 1992      | Mann & Machine                                             | Dr. William Unzer              | Episodul: "Cold, Cold Heart"             |
| 1992      | The Young Riders                                           | Emmett Barnett                 | Episodul: "The Debt"                     |
| 1992–1994 | Batman: Serialul de Animație (Batman: The Animated Series) | Dr. Karl Rossum (voce)         | 4 episoade                               |
| 1993      | Sirens                                                     | Male Store Owner               | Episodul: "Keeping the Peace"            |
| 1993      | Ned Blessing: The Story of My Life and Times               | Unknown                        | Episodul: "The Smink Brothers"           |
| 1993      | Return to Lonesome Dove                                    | 'Lippy' Jones                  | Miniseries; 4 episoade                   |
| 1994      | Matlock                                                    | Mickey Sanders                 | Episodul: "The Crook"                    |
| 1994      | Babylon 5                                                  | 'Deuce'                        | Episodul: "Grail"                        |
| 1994      | Dosarele X (The X-Files)                                   | Edward Funsch                  | Episodul: "Blood"                        |
| 1995      | Siringo                                                    | Tully                          | Film TV                                  |
| 1995      | The Marshal                                                | Philbrick                      | Episodul: "The Heartbreak Kid"           |
| 1995      | Santo Bugito                                               | Clem (voce)                    | Episodul: "My Name Is Revenge"           |
| 1995–1997 | Aaahh!!! Real Monsters                                     | Diverse voci                   | 2 episoade                               |
| 1996      | Andersonville                                              | Munn                           | Film TV                                  |
| 1996      | The Pretender                                              | Roy Abbot                      | Episodul: "Every Picture Tells a Story"  |
| 1996      | Spitalul de urgență (ER)                                   | Mr. Percy                      | Episodul: "No Brain, No Gain"            |
| 1996–1999 | Jumanji                                                    | Professor J.S. Ibsen (voce)    | 14 episoade                              |
| 1996–2001 | Walker, polițist texan (Walker, Texas Ranger)              | Will Stanton / Mayor           | 3 episoade                               |
| 1997      | Coach                                                      | Jesse / Larry                  | 3 episoade                               |
| 1997      | George Wallace                                             | T.Y. Odum                      | Film TV                                  |
| 1997      | Vaca și puiul (Cow and Chicken)                            | Cowboy (voce)                  | Episodul: "School Bully/Time Machine"    |
| 1997      | George and Leo                                             | Unknown                        | Episodul: "The Cameo Episode"            |
| 1998      | The Practice                                               | Mr. Simmons                    | Episodul: "Rhyme and Reason"             |
| 1998      | Babylon 5: Thirdspace                                      | 'Deuce'                        | Film TV                                  |
| 1998      | Maximum Bob                                                | Dicky Crowe                    | 5 episoade                               |
| 1998      | The Angry Beavers                                          | Ditto Otto / Clerk (voce)      | Episodul: "If You Insisters/Alley Oops!" |
| 1999      | L.A. Heat                                                  | The Monk                       | Episodul: "The Monk"                     |
| 2000      | Miracle on the Mountain: The Kincaid Family Story          | Helicopter Pilot               | Film TV                                  |
| 2000      | Resurrection Blvd.                                         | Clancy, The Illegal Gun Dealer | Episodul: "Suenos"                       |
| 2000      | Psyko Ferret                                               | Stan Veinous (voce)            | Film TV                                  |
| 2001      | Crossfire Trail                                            | Dewey                          | Film TV                                  |
| 2002      | Dharma & Greg                                              | Mike                           | Episodul: "The Tooth Is Out There"       |
| 2003      | Monte Walsh                                                | 'Skimpy' Eagens                | Film TV                                  |
| 2003      | Without a Trace                                            | Wally Sykes                    | Episodul: "Kam Li"                       |
| 2004      | Monk                                                       | Joshua Skinner                 | Episodul: "Mr. Monk Gets Married"        |
| 2004–2006 | Deadwood                                                   | E. B. Farnum                   | 36 episoade                              |
| 2007      | Life                                                       | Holt Easley                    | Episodul: "What They Saw"                |
| 2008–2012 | True Blood                                                 | Sheriff Bud Dearborne          | 22 episoade                              |
| 2009      | LOST: Naufragiații (Lost)                                  | Oldham                         | Episodul: "He's Our You"                 |
| 2009      | Trauma                                                     | Captain Edward Smith           | Episodul: "Blue Balloon"                 |
| 2010      | Tim and Eric Awesome Show, Great Job!                      | Jim                            | Episodul: "Choices"                      |
| 2011      | Criminal Minds: Suspect Behavior                           | Leonard Keane                  | Episodul: "Nighthawk"                    |
| 2011      | Mike & Molly                                               | Dennis                         | 2 episoade                               |
| 2011      | Bar Karma                                                  | James                          | 12 episoade                              |
| 2012      | Bones                                                      | Norbert Mobley                 | Episodul: "The Family in the Feud"       |
| 2013      | Bravest Warriors                                           | Alien Perkalus (voce)          | Episodul: "Mexican Touchdown"            |
| 2019      | Zei americani (American Gods)                              | The Bookkeeper                 | Episodul: "The Greatest Story Ever Told" |
| 2019      | Deadwood: The Movie                                        | E. B. Farnum                   | Film TV                                  |